# Hurdal
Hurdal is een gemeente in de Noorse provincie Akershus. De gemeente telde 2910 inwoners in januari 2017.

## Plaatsen in de gemeente
- Torget
- Prestegårdshagen

Ås · Asker · Aurskog-Høland · Bærum · Eidsvoll · Enebakk · Frogn · Gjerdrum · Hurdal · Jevnaker · Lillestrøm · Lørenskog · Lunner · Nannestad · Nes · Nesodden · Nittedal · Nordre Follo · Rælingen · Ullensaker · Vestby

Voormalige gemeentes: Fet · Oppegård · Skedsmo · Ski · Sørum